# المناوب (بعدان)

تعديل مصدري - تعديل

المناوب هي إحدى قرى عزلة الحرث بمديرية بعدان التابعة لمحافظة إب، بلغ تعداد سكانها 609 نسمة حسب تعداد اليمن لعام 2004.